# Patek Philippe & Co.
Patek Philippe er en schweizisk familieejet virksomhed, der producerer ure. Virksomheden blev grundlagt 1851. Alle ure som Patek Phillippe har produceret siden 1839 kan spores i virksomhedens arkiver.
Den polske urmager Antoni Patek startede med at fremstille lommeure i 1839 i Geneve sammen med Franciszek Czapek fra Tjekkiet. De stoppede samarbejdet i 1844 og i 1845 slog Patek sig sammen med urmageren Adrien Philippe, der havde opfundet den nøgleløse optræksmekanisme. Patek Philippe & Co blev grundlagt i 1851.
Sammen med Vacheron Constantin og Audemars Piguet regnes firmaet som en af "de tre store".